# Centrale termoelettrica Antonio Guiteras
La centrale termoelettrica Antonio Guiteras (in spagnolo central termoeléctrica Antonio Guiteras, abbreviato in CTE Antonio Guiteras) è una centrale a olio combustibile di Matanzas, a Cuba, gestita dall'azienda energetica statale Unión Eléctrica. Si tratta della maggior centrale elettrica del paese per produzione energetica.

## Storia
La centrale è stata inaugurata il 19 marzo 1988 alla presenza del Presidente del Consiglio di Stato e del Consiglio dei ministri Fidel Castro con una capacità iniziare di 317 MW.
Nel 2017 l'impianto di raffreddamento è stato danneggiato dal passaggio dell'uragano Irma e la centrale è rimasta inattiva per circa 17 giorni. Nell'ottobre 2024 a causa di un guasto la centrale si è disconnessa dal sistema elettrico nazionale, causando un blackout a livello nazionale.

## Descrizione
La centrale si estende su un'area di circa 9 chilometri quadrati nella porzione settentrionale della baia di Matanzas.